# 以色列軍事工業
以色列軍事工業（英語：Israel Military Industries）又名Taas（希伯來語：תע"ש）或IMI，以色列著名的國防武器製造商，公司雇员有3,200人，分布在下属5个部门，主要為以色列國防軍提供小型武器和彈藥，亦有外銷至世界上多個國家，主要的客户有美国陆军、海军、空军，也包含其他北约成员国。

## 歷史

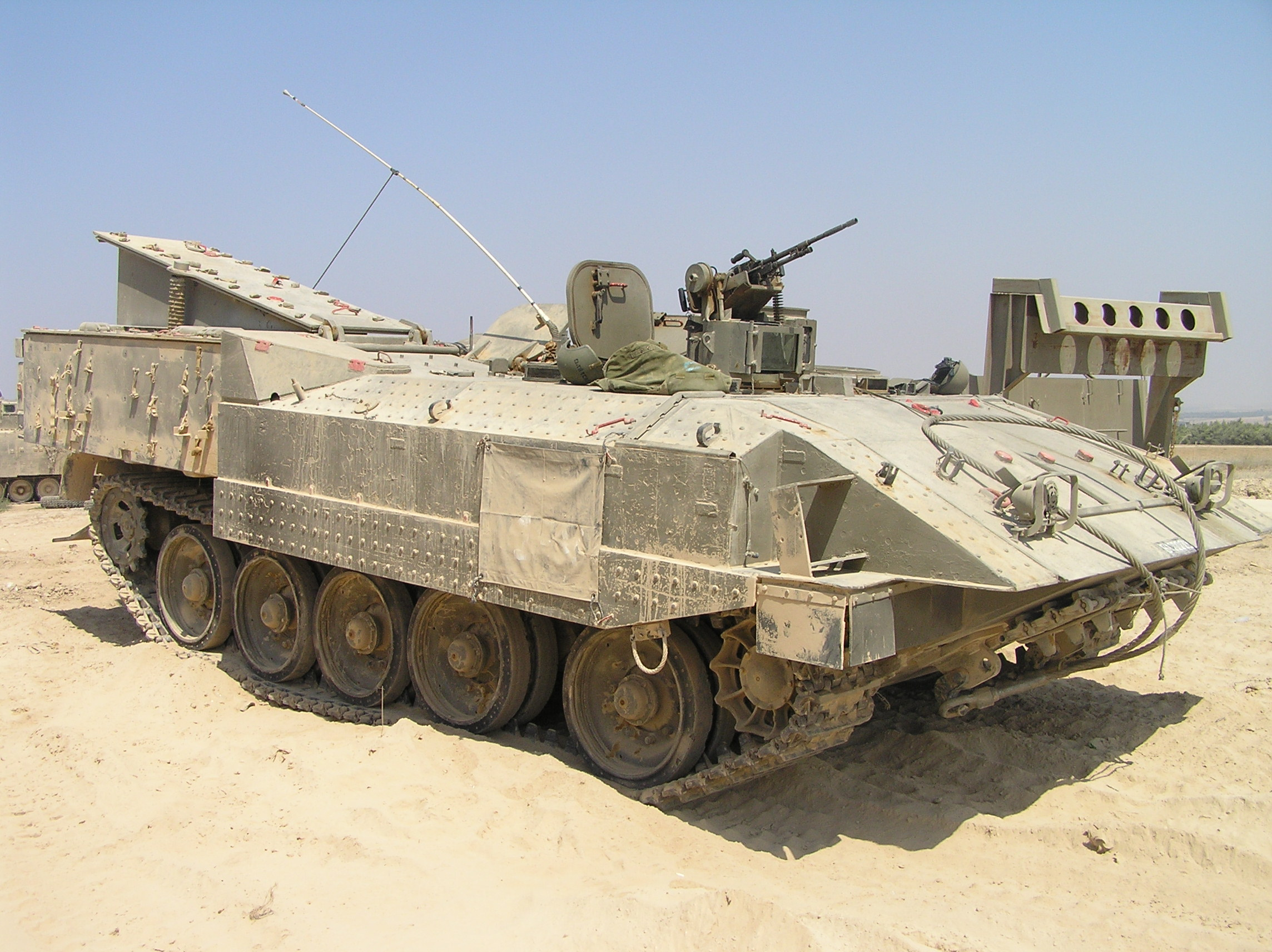
以色列用T-55坦克底盤改裝的Achzarit裝甲運兵車

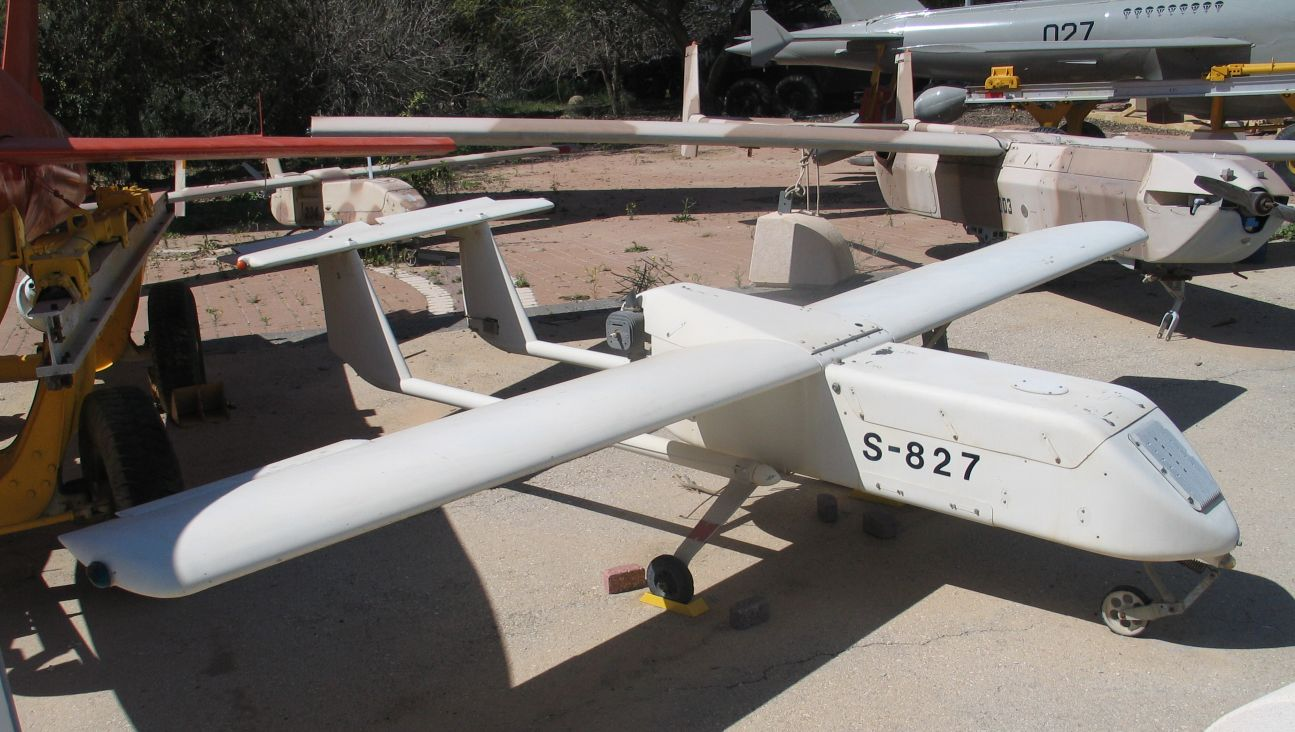
Mastiff無人機

以色列軍事工業起源自英屬巴勒斯坦託管地時期，當時的猶太人地下武器工場（哈加納）非法生產武器，約1933年開始組織而成。

## 小型武器
以色列武器工業（Israel Weapon Industries，IWI）是以色列軍事工業的分部門，其產製品包括Galil突擊步槍、Tavor突擊步槍、Negev輕機槍、傑里科941半自動手槍、Magal卡賓槍及著名的烏茲衝鋒槍和沙漠之鷹手槍。

## 其他產品
以色列軍事工業也有生產槍械和火炮彈藥（包括火箭彈、坦克炮彈、地對空飛彈），多數為北約標準規格，用戶包括美國陸軍及其他北約國家，同時亦有生產東方集團所使用的彈藥。
以色列軍事工業亦為坦克、裝甲運兵車、步兵戰車等車輛提供各種升級組件，如附加式裝甲、掃雷系統、反測裝置、電子反制系統、偵察系統及哈比無人機系列等。

### 不完全列表
- 闪电-1导弹
- 闪电-8导弹
- 天使飛彈
- 哈比無人機